# Sognu
Sognu (Sonho) é uma música interpretada por Amaury Vassili, que foi seleccionada para representar França no Festival Eurovisão da Canção 2011, na Alemanha. Foi interpretada em corso.